# José María Nunes
José María Nunes   (Faro, 2 de febrer de 1930 - Barcelona, 23 de març de 2010) va ser un cineasta i escriptor hispano-portuguès. Pertanyia a l'Escola de Barcelona, marcada per un llenguatge molt personal, al marge dels corrents més comercials i deutora, en part, de la Nouvelle vague francesa. A aquesta escola van pertànyer, entre d'altres, els directors Joaquim Jordà, Jacint Esteva i Pere Portabella.
La seva activitat artística no es va limitar a la direcció cinematogràfica, i va abastar també la direcció teatral, l'escriptura d'assaigs, guions per a altres realitzadors, la pintura i fins i tot incursions com a actor a les pel·lícules dels seus amics Jordi Cadena, Alfonso Ungría i Carlos Atanes.
En paraules d'Esteve Riambau, historiador i director de la Filmoteca de Catalunya:
| « | Nunes sempre es va mantenir fidel a les idees sobre el cinema de l'Escola de Barcelona i ha estat l'excepció que confirma la regla, perquè el seu origen era molt diferent del d'altres integrants del moviment i, no obstant això, el seu cinema s'emmarca i reflecteix a la perfecció aquella època. | » |

El 2015 es va incorporar obra seva a l'exposició temporal Del segon origen. Arts a Catalunya 1950-1977 que va tenir lloc al Museu Nacional d'Art de Catalunya, comissariada per Valentín Roma i Juan José Lahuerta i el 2016 es va realitzar una exposició monogràfica, Nunes. Més enllà del temps, a l'Arts Santa Mònica.

## Biografia

### Infantesa i inicis al cinema
José María Nunes neix a Faro, al sud de Portugal, el 2 de febrer de 1930. A la recerca de noves oportunitats, la família emigra cap a Sevilla el 1942. Durant els quatre anys que Nunes va passar a Sevilla va aprendre l'idioma i va començar a interessar-se pel món cinematogràfic. Un dels primers llibres que va llegir va ser El guión cinematográfico. Su teoria y su técnica d'Enrique Gómez, el qual va ajudar-lo a escriure el seu primer guió. Quatre anys més tard, el 1946, la família s'instal·la definitivament a Barcelona, on hi viuria fins a la seva mort. Els inicis de Nunes a la capital catalana no van ser gens fàcils, va començar vivint a unes barraques al peu de Montjuïc. Al principi, va anar treballant en diversos oficis, en una constructora i en una botiga de fotografia, però, alhora, seguia escrivint petites novel·les que intentava vendre a editorials. Interessat en el món del cinema, en la dècada dels 50 va començar un periple molt ampli en els diferents oficis de la indústria cinematogràfica catalana, va començar treballant fent de figurant a pel·lícules d'Enrique Gómez, Ignasi Ferrés Iquino o Joan Lladó, entre d'altres, però va continuar pujant esglaons i realitzant altres tasques com la de script, avisador, doblatge, ajudant de direcció o responsable de direcció. El llarg aprenentatge li va permetre bolcar el seu desig com a director el 1957 amb Mañana..., una pel·lícula formada per quatre curtmetratges units per una temàtica, la solitud dels protagonistes. Abans de Mañana..., Nunes ja havia realitzat alguns curtmetratges com Universidades laborales, Córdoba o El toro, i és precisament un projecte que fa durant aquesta època que li serveix com a episodi final de la seva primera pel·lícula. Tot i no ser un èxit a taquilla i la baixa categoria, de 2aB, atorgada per part de la Junta de Classificació, el primer film de Nunes va rebre, en general, bones crítiques que la van qualificar d'original.

### Consolidació d'un estil
La segona incursió al món del cinema per part de Nunes serà No dispares contra mí (1961), una història policíaca amb aires de la Nouvelle Vague. L'any següent, ja amb un cert prestigi de director poc corrent, s'encarrega de l'adaptació i direcció d'una obra teatral, Amedée ou comment s'en débarrasser (1954) d'Eugène Ionesco. Fidel al seu estil, Nunes en fa una reinterpretació on només hi apareixen dos actors. Aquell mateix any, Ignasi F. Iquino, li proposa realitzar una pel·lícula que apuntava a ser un èxit, però la censura ho impedeix i es va haver de conformar amb un guió sobre el món taurí d'un dels actors principals de la pel·lícula, José Campos. D'aquesta manera va sorgir la seva tercera producció, La alternativa (1962), una decepció per a la crítica que esperava més d'un director que havia sorprès amb les seves dues primeres pel·lícules. Al 1966, després d'una discreta coproducció amb Itàlia per a la pel·lícula musical Superespectáculos del mundo (1963), arribaria Noches de vino tinto, produïda per la companyia de Jacinto Esteva. D'aquesta manera Nunes va entrar a formar part d'una Escola de Barcelona que estava naixent durant aquells anys. El film mostra a dos personatges que es coneixen de nit i recorren la ciutat de Barcelona a la recerca de bars i, alhora, d'ells mateixos.
A Noches de vino tinto, la va seguir Biotaxia (1968) sense massa èxit de taquilla ni crítica, però amb reconeixement al Festival de Karlovy-Vary de Moscou. Arran d'aquest fet arriba Sexperiencias (1969), ja que des del festival rus el van convidar per al següent any perquè pogués presentar la seva següent pel·lícula. Però amb el poc temps de maniobra que tenia el director i la por a ser censurat pel règim, va decidir fer la pel·lícula sense demanar els permisos pertinents fent que, avui dia, el film no existeixi legalment. Les dues produccions que van seguir a Sexperiecias tampoc van estar exempts de problemes. Iconockaut (1975) es va topar amb la censura i no va poder ser estrenada fins a l'any 1981, fet que la va privar de gaudir de massa ressò. D'altra banda, amb Autopista A-2-7 (1977), Nunes va intentar tornar a un cinema més convencional i accessible per al públic amb una història sobre una família colpejada per la mort del pare i de com el fill gran en pren les regnes. Aquesta vegada, però, un problema amb la productora va fer que s'embargués el film i no es pogués distribuir.

### Últimes produccions
L'any 1982 arriba En sercreto, amor, una pel·lícula que explica la relació que estableixen un executiu amb la vida aparentment solucionada i una prostituta que contracta per a explicar-li tots els seus secrets. De nou, el projecte no va tenir una gran rebuda a les sales, però Nunes no es va rendir i dos anys més tard va presentar una nova proposta, Gritos... a ritmo fuerte (1984). Aquesta vegada es tractarà d'una pel·lícula documental on es mostrarà la vida musical de la Barcelona més profunda i amagada, amb la intenció de fer una crònica de la crisi que vivia la societat del moment. Aquesta vegada, Nunes va aconseguir força reconeixement i la premsa en va fer eco. Un detall que cal destacar d'aquests dos últims films és que ambdós estan oficialment dirigits per la filla de Nunes, Virgínia. Aquesta va ser la solució que va trobar el cineasta als impediments posats per part del govern socialista que no permetia l'autoria d'un estranger.
Durant els quinze anys que separen el seu últim projecte i el primer dels tres últims que farà a la seva carrera entre l'any 2000 i el 2009, Nunes es dedica a fer xerrades, col·loquis, presentacions, subtítols per a TV3 i TVE i, a més a més, escriu el seu tercer llibre, Digresiones (1988). Finalment, van arribar les propostes més personals del director amb Amigogima (2000), A la soledad (2007) i Res publica (2009), estrenada un any abans de la seva mort el 23 de març del 2010.

## Filmografia
El cinema de José María Nunes ha estat marcat sempre per les innumerables pedres que s'ha anat trobant pel camí, ja sigui per la censura com per la incomprensió del públic. De tota manera, ell mai ha fet un pas enrere i ha continuat fent en el que creia, un cinema diferent i personal, reinventant-se a cada una de les següents pel·lícules:
- 1957: Mañana
- 1961: No dispares contra mi
- 1963: La alternativa
- 1966: Noche de vino tinto
- 1968: Sexperiencias
- 1968: Biotaxia
- 1975: Iconockaut
- 1977: Autopista A-2-7
- 1982: En secreto, amor
- 1984: Gritos a ritmo fuerte
- 2002: Amigogima
- 2008: A la soledat
- 2009: Res publica

## Premis
- 1977. Premi Sant Jordi de cinematografia per Mañana...
- 2002. Premi Barcelona de Cinema al millor director per Amigogima